# Josep Planas i Argemí
Josep Planas i Argemí (Sentmenat, 1870 - Sabadell, 1950) fou un compositor català, fundador i director de l'Orfeó de Sabadell.

## Biografia
Planas va estudiar amb els professors Josep Plans i Baqués i Càndid Candi i Casanovas. Als 19 anys emigrà a la ciutat de Salto, a l'Uruguai, on exercí de mestre de capella i organista a l'església del Carmen. Va crear una orquestra de cinquanta músics, va fundar i dirigir diverses corals –entre les quals l'Orfeón Salteño– i una companyia d'òpera.
Quan va retornar a Catalunya, va dirigir unes quantes formacions corals, com la del Centre Català, la del Cercle Sabadellès, la de l'Acadèmia Catòlica i la coral La Industrial de Sabadell. L'any 1904 fundà l'Orfeó de Sabadell, amb el qual va fer molts concerts fins a la Guerra Civil. En la postguerra reprengué l'activitat de l'Orfeó, que dirigí fins al 1948. El 1920 li van fer un homenatge popular dirigit per Lluís Millet. El 1933 ingressà a l'Agrupació de Mestres Directors i Concertadors de Barcelona, de la qual fou delegat a Sabadell. Va compondre una missa de rèquiem que fou
molt celebrada.
El 30 d'octubre de 1985 la ciutat de Sabadell li va dedicar una plaça a l'Eixample.